# Colin Hay

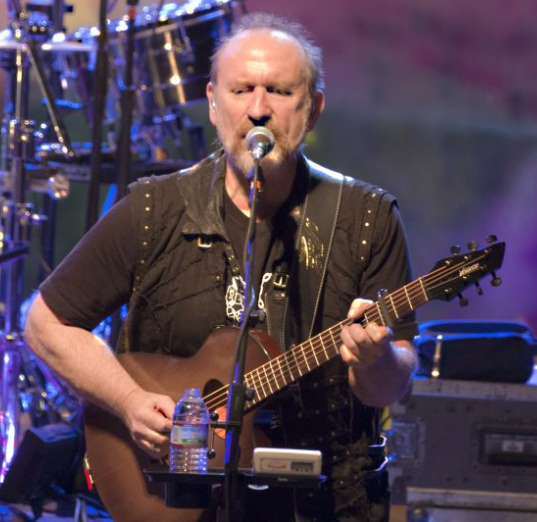
Colin Hay (2018)

Colin James Hay (* 29. Juni 1953 in Kilwinning, Schottland) ist ein schottischer Musiker. Er wurde Anfang der 1980er Jahre als Sänger und Gitarrist der australischen Band Men at Work bekannt.

## Karriere
1967, als Colin Hay 14 Jahre alt war, wanderten seine Eltern Jim und Isabella Hay mit ihren Kindern nach Australien aus. Dort lernte er Ende der 1970er Jahre den Musiker Ron Strykert kennen. Zusammen mit Jerry Speiser, John Rees und Greg Ham gründeten sie die Popgruppe Men At Work. 1981 erschien das erste Album der Band. Die Auskopplung des Songs Down Under, an dem Hay mitgeschrieben hat, wurde ein internationaler Hit.
Nachdem sich Men at Work im Jahr 1985 aufgelöst hatten, begann Hay eine Solokarriere. Seitdem hat er neun Alben veröffentlicht. Im deutschsprachigen Raum wurde er erneut bekannt (neben mehreren Tourneen) vor allem durch eine Gastrolle in der ersten Folge der zweiten Staffel, der zweiten Folge der siebten Staffel und der 19. Folge der achten Staffel von Scrubs – Die Anfänger und durch sein Beisteuern einiger Lieder zu den Soundtracks von Scrubs und Garden State. Dies geschah beide Male auf Bitte von Zach Braff, der der Hauptdarsteller von Scrubs und Autor, Regisseur und Hauptdarsteller von Garden State ist.
1989 wanderte Hay nach Kalifornien aus, 2016 wurde er US-Bürger. Heute lebt Hay in Topanga, Kalifornien, im Los Angeles County. Er ist mit der Sängerin Cecilia Noël, einer gebürtigen Peruanerin, verheiratet, die oft mit ihm zusammen auftritt und die Backing Vocals beisteuert. Er hat einen Bruder, der in Christchurch lebt, und eine Schwester, die in Melbourne lebt.

## Diskografie
- 1987: Looking for Jack
- 1990: Wayfaring Sons
- 1992: Peaks & Valleys
- 1994: Topanga
- 1996: Overkill (Single)
- 1998: Transcendental Highway
- 2000: Going Somewhere
- 2002: Company of Strangers
- 2003: Man @ Work
- 2007: Are You Lookin’ at Me?
- 2008: Goodbye My Red Rose (Single)
- 2009: American Sunshine
- 2011: Gathering Mercury
- 2015: Next Year People
- 2017: Fierce Mercy (Compass Records)
- 2021: I Just Don’t Know What to Do with Myself
- 2021: Down Under (Single, Luude feat. Colin Hay)
- 2022: Now and the Evermore